# Paróquias da Dominica
| Dominica é dividida administrativamente em dez paróquias: - Saint Andrew - Saint David - Saint George - Saint John - Saint Joseph - Saint Luke - Saint Mark - Saint Patrick - Saint Paul - Saint Peter Nota: As paróquias não possuem capitais. | Mapa das paróquias da Dominica (em ordem alfabética) |